# لوسی لیو
لوسی آلکسیس لیو (به پین‌یین: Liú Yùlíng) (زاده ۲ دسامبر ۱۹۶۸) یک بازیگر آمریکایی تایوانی‌تبار است.

## زندگی و حرفه
لیو از مهاجران چینی زاده نیویورک است. او همواره سعی کرده‌است میان علاقه به میراث فرهنگی‌اش و میل به فرارفتن از تجربیات آسیایی – آمریکایی تعادل برقرار کند. یک بار به مناطق بومی تبعید شد و سرانجام این هنرپیشه پر انرژی مرتبه‌اش را به عنوان یک هنرپیشهٔ نقش اول همگانی به دست آورد.
لیو از دبیرستان Stuy Vesant در سال ۱۹۸۶ فارغ‌التحصیل شد و در دانشگاه نیویورک ثبت نام کرد. اگر چه او از فضای تیره و طعنه آمیز دانشگاه ناامید شد، پس از سال اول به دانشگاه میشیگان منتقل شد. از دانشگاه میشیگان با مدرکی در فرهنگ و زبان چینی فارغ‌التحصیل شد. او همچنین آموزش‌های اضافی در رقص، صدا، هنرهای زیبا و بازیگری نائل شد. در طول سال دوم لوسی برای یک قسمت کوچک در تولید آلیس در سرزمین عجایب آزمون صدا داد و نقش اصلی را ربود. مأیوس از این تجربه دست به کار بازیگری حرفه‌ای زد. به لوس آنجلس رفت و وقتش را بین آزمون صدا و کارهای سرویس دهی صدا تقسیم کرد. سرانجام نقش یک خدمتکار را در (۱۹۹۰ – ۲۰۰۰) Beverly Hills, 90210 به عنوان هنرپیشه میهمان کسب کرد. اجرایش منجر به نقش‌های بی‌اهمیت بیشتری در شوهای تلویزیونی شد. وی همچنین در سال ۱۹۹۶ به عنوان یک دانش آموز کالج در سریال کمدی کوتاه مدت Pear بازی کرد.
در سینما ابتدا به عنوان یکی از معشوقه‌های بازیگر فیلم جری مگوایر ظاهر شد اما پخش فیلم دو سال به تعویق افتاد. قبل از به دست آوردن فرصت بزرگش در فیلم (Alley McBell (۱۹۹۷، او با یک سری نقش‌های فرعی در فیلم‌های کوچک کلنجار می‌رفت. لیو ابتدا برای نقش Nell Porter آزمون داد که نویسنده فیلم تحت تأثیر شهامت او قرار گرفت و قول داد که یک نقش برای او در قسمت آینده بنویسد که آن نقش، نقش یک وکیل بداخلاق و پرخاشگری از آب درآمد که لوسی با اعتماد به نفس اجرایش کرد که به عنوان عضو گروه بازیگر دایمی قرار به خدمت بست. موفقیت Ally به موفقیت لوسی ارتقا بخشید. نقشی در فیلم اکشن مل گیبسون، Payback به دست بیاورد.
سال بعد نقش‌های بزرگ‌تری برایش به ارمغان آورد. ابتدا به عنوان شاهزاده ربوده شده Pei Pei در فیلم وسترن جکی چان، ظهر شانگهای (۲۰۰۰) و سپس به عنوان یکی از گروه سه‌گانه کمدی مبارزه با جرم در فرشتگان چارلی (۲۰۰۰) ظاهر شد و بعد از دو بازیگر اصلی فیلم کامرون دیاز و درو باریمور شروع به تمرین‌های رزمی کرد.
هم چنین لوسی در انیمیشن پاندای کونگ‌فو کار (۲۰۰۸) در نقش افعی (به انگلیسی:Viper) حرف زده‌است.
وقتی با مراجعین سرو کار نداشت خودش را با سرگرمی‌های غیر صحنه‌ای مشغول می‌کرد. او هنر بدنی رزمی جنگ چاقو و چوگان، صخره‌نوردی، اسب سواری و آکاردئون را تمرین می‌کرد. در سال ۱۹۹۳ مجموعه‌ای از قطعات هنری چند رسانه را در نگارخانه Cast Iron در سوهو نیویورک عرضه کرد که پس از آن بورسیهٔ تحصیل و تولید هنر در چین را کسب کرد. برنامه پرتکاپویش فرصت زیادی برای رابطه عشقی نگذاشت اما لوسی می‌گوید که ترجیح می‌دهد که این قسمت زندگی‌اش خلاف فرهنگ باشد.
او همچنین در فیلم‌هایی مثل شماره شانس اسلوین، تا مغز استخوان مبارزه کن، دردسر با بلیس، بازپرداخت، بن‌بست، مولی، ظهور، سال آشنایی با ما، ۳ سوزن، رد وان و بیل را بکش بازی کرده‌است.